# 山辺城
山辺城（やまのべじょう）は、山形県東村山郡山辺町山辺にあった戦国時代の日本の城（平山城）。山野辺城と記されることもある。
城は山形盆地の西端の丘陵に築かれている。山辺小学校の南にある旧町役場の辺りに主郭を置いた輪郭式の平山城であったというが、現在は市街地に没している。

## 概要
築城年代は定かではないが、一説には前九年の役（1051年 - 1062年）の時に須賀川山辺氏によって築かれたとも云われる。付近は出羽国最上郡に属し、鎌倉時代は北条氏領、室町時代は最上氏一族の山野辺氏が治めた。永正11年（1514年）、山野辺刑部は置賜の領主伊達稙宗が山形の最上氏を攻めた時、最上軍先遣隊として長谷堂城に出陣し、戦死した。その後は日野備中が城主となったというが、慶長5年（1600年）の慶長出羽合戦で直江兼続率いる上杉軍の猛攻にあって、山辺城は落城した。
慶長6年（1601年）に最上義光の四男山野辺義忠が1万9千石で城主となり、この時に城は大改修されたという。元和8年（1622年）、最上家が改易となると廃城となった。文久6年（1823年）、白河藩阿部家の出羽飛び地となり、陣屋が置かれた。
現在、中央公民館に山辺陣屋の玄関が残されている。